# Thomas Byrd
Pour les articles homonymes, voir Byrd.
Thomas Byrd est un acteur américain né le 18 mai 1960.

## Filmographie
- 1982 : Docteurs in love (Young Doctors in Love) de Garry Marshall : New Intern
- 1983 : La Quatrième Dimension (Twilight Zone: The Movie) de John Landis, Steven Spielberg, Joe Dante et George Miller : G.I. (Segment #1)
- 1983 : Boone (série TV) : Boone Sawyer
- 1983 : Girls of the White Orchid (TV) : Don
- 1984 : L'Or du fond des mers (en) (Wet Gold) (TV) : Chris Barnes
- 1984 : Love Thy Neighbor (TV) : Wayne Nelson
- 1985 : Malice in Wonderland (en) (TV) : William Hopper
- 1985 : Kane and Abel (feuilleton TV) : Richard Kane
- 1989 : Out Cold de Malcolm Mowbray (en) : Mr Holstrom
- 1989 : Guts and Glory: The Rise and Fall of Oliver North (TV) : Robert Owen
- 1990 : Young Guns 2 (Young Guns II) de Geoff Murphy : Pit Inmate
- 1995 : Live Shot (en) (série TV) : Lou Waller